# زباد (حيوان)
الزَّبَاد هو حيوان ليلي (من الروامس) صغير الجسم، ورشيق، ينتمي إلى الثدييات، موطنه الأصلي هو آسيا الاستوائية وأفريقيا، وخاصة الغابات الاستوائية.
يوجد عشرات الفصائل المختلفة من قط الزباد، معظمها يوجد في جنوب شرق آسيا، وأشهرها هو قط الزباد الإفريقي الذي نحصل منه على المسك المستخدم في العطور.
يعتقد أن قط الزباد قد ساهم في نقل فيروس السارس التاجي ما بين الخفافيش والإنسان، مما تسبب في ظهور وباء الأزمة التنفسية الحادة الوخيمة والتي عرفت باسم وباء سارس في العديد من دول العام بين عامي 2002 و 2003. والتي أدت لمقتل 774 مُصاب.

## الخصائص والصفات
قط الزباد له مظهر عام يشبه القطط جدًا، لكن يختلف عنها في كون أفواهها بارزة مثل حيوان القضاعة أو النمس.
تختلف فصائل قط الزباد في الطول، حيث تتراوح أطوالها بين 43 سم و71 سم (بين 17 سم و 28 سم إذا لم نأخذ الذيل في الحسبان)، وتختلف أيضًا في الوزن حيث تتراوح أوزانها بين 1.4 كجم و 4.5 كجم.
قط الزباد (سواء الذكر أو الأنثى) ينتج عن طريق غدد العجان مادة ذات رائحة نفاذة تسمى الزباد، تستخدم في تثبيت روائح العطور. يتم الحصول على تلك المادة بقتل قط الزباد، أو بسحبها من الحيوان دون قتله (وتلك هي الطريقة المثالية)، أو بنزع غدد العجان التي لديه.

## رأي جمعيات الرفق بالحيوان
توضح جمعيات الرفق بالحيوان مثل جمعية حماية الحيوان العالمية أن تلك التصرفات تُعد جريمة في حق الحيوان.
و في لقطة أخلاقية رائعة قامت شركة شانيل (شركة فرنسية فاخرة لتصنيع الملابس والإكسسوارات والعطور وغيرها) المصنعة لعطر «شانيل رقم 5» (أحد أشهر العطور في العالم) باستبدال الزباد الطبيعي ببديل صناعي منذ عام 1998.

## الموطن

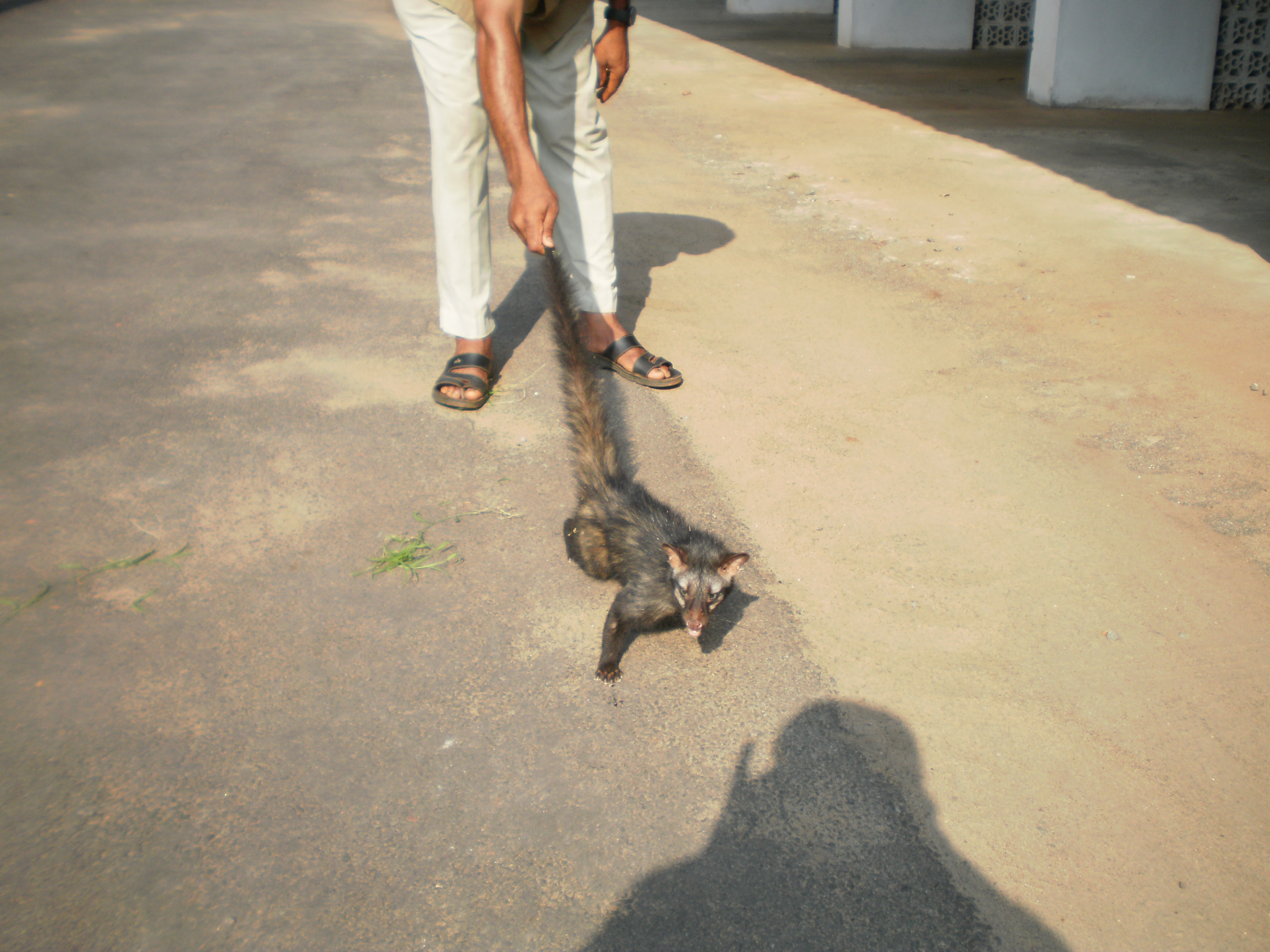
قط الزباد تم الإمساك به

جنوب الصحراء الكبرى في أفريقيا، وجزيرة مدغشقر، وشبه الجزيرة الإيبيرية، وجنوب الصين، وجنوب آسيا، وجنوب شرق آسيا وهم الموطن الرئيسي لقط الزباد. ذلك القط يفضل الغابات الاستوائية، وحشائش السافانا، والمناطق الحيوية الجبلية، وهو يفضل الغابات الاستوائية على كل ذلك.

## علاقته مع البشر

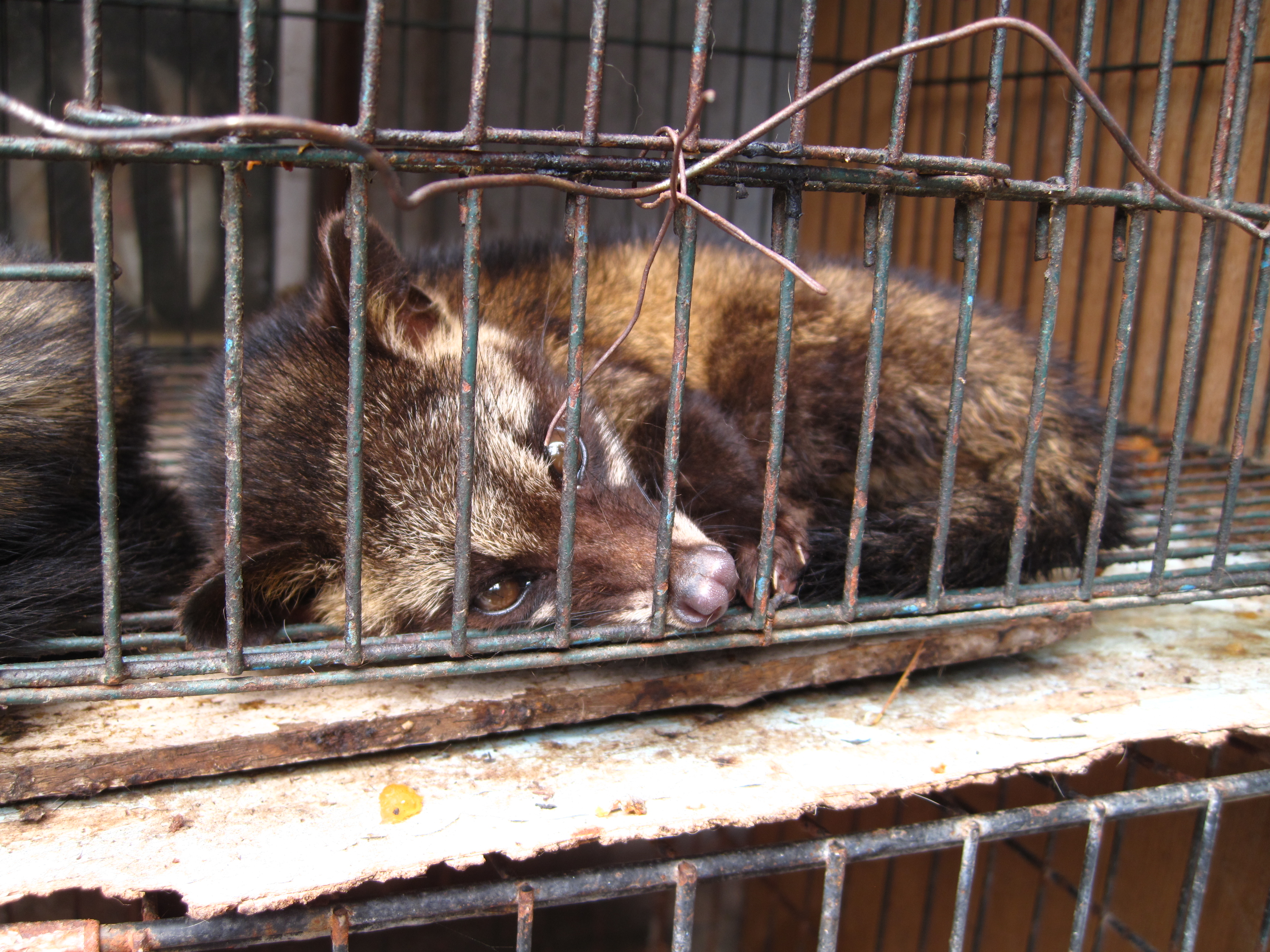
قط الزباد محبوس في قفص

• يدخل الزباد مع البن في صناعة قهوة الكوبي لواك (أفضل وأثمن قهوة في العالم).
• قط الزباد يحب دخول بيئة البشر المتحضرة ويغامر بذلك، ويشتكي الناس من المخلفات الناتجة عنه، ومن الضوضاء الناتجة عن تسلقه لسطوح المنازل.
تم إجراء بعض الدراسات لتخفيف الصراع بين الإنسان والحيوان في مثل هذه الحالات.